# 全日本選抜ちびっこものまね歌合戦!
『全日本選抜ちびっこものまね歌合戦!』（ぜんにほんせんばつちびっこものまねうたがっせん）は、1977年10月6日から1978年9月28日までテレビ朝日系列局で放送されていたテレビ朝日製作の歌謡番組である。放送時間は毎週木曜 19:30 - 20:00 （日本標準時）。

## 概要
全国8つのブロックから選ばれた一般の子供たちが参加していた視聴者参加型番組で、ものまね対抗戦形式で行われていた。当時テレビ朝日が『水曜スペシャル』などで年に4回放送していた『ちびっこものまね紅白歌合戦』の姉妹版にあたる。『ちびっこものまね紅白歌合戦』では玉置宏が司会を、明石直子と宮内恒雄その他がキャプテンを務めていたが、本番組ではチェリッシュが司会を務めていた。チェリッシュは、『ちびっこものまね紅白歌合戦』でも紅組のキャプテンを務めたことがある。
番組は数か月に1回の割合で「チャンピオン大会」を行い、同大会での優勝者を「グランドチャンピオン」に認定していた。